# Melanie Blatt
Melanie Ruth Blatt  (Camden, 25 de Março de 1975) é uma cantora, compositora e atriz inglesa, conhecida mundialmente por ter sido integrante do grupo feminino Appleton e All Saints. Ela é filha do autor e especialista em viagens David Blatt.
Ela ganhou fama em 1997 como uma das integrantes do quarteto All Saints. O grupo ganhou cinco singles do número um, dois álbuns multi-platina, dois BRIT Awards e vendeu sobre 10 milhão registros no mundo inteiro fazendo lhes um dos grupos de garotas mais vendidos de todos os tempos, e o segundo girl group mais vendido no Reino Unido.
Após a última separação das All Saints em 2001, Melanie Blatt dedicou-se à composição de canções com o marido também músico, Stuart Zender (ex-membro do conjunto Jamiroquai). Mas a sua carreira a solo foi de sucesso moderado. O único trunfo com algum sucesso internacional foi a sua colaboração com The Artful Dodger no single TwentyFourSeven, conseguindo uma posição razoável (6º) nos tops ingleses. Começando 2013, ela foi uma dos juizes da versão neozelandesa da série de televisão The X Factor.

## Carreira

### 1993–2001: Carreira com All Saints
Em 1993, Blatt cantou sob o nome de Melanie Guillaume na banda Drive com Julienne Davis. Eles lançaram um single, "Curfew", juntas. Ela também fez backing vocals para Dreadzone com Denise van Outen. Mais tarde naquele ano, Blatt conheceu Shaznay Lewis, no estúdio de gravação Metamorphosis em All Saints Road, Londres. Juntos, com Simone Rainford, formaram o grupo All Saints 1.9.7.5, que mais tarde foi renomeado para All Saints, quando Rainford saiu e Nicole e Natalie Appleton se juntaram a Blatt e Lewis.
Em 1997, All Saints lançou seu single de estréia "I Know Where It's At", e chegou ao número 4 no Reino Unido. No mesmo ano, o grupo lançou um segundo single "Never Ever", que lançou o grupo para o sucesso internacional depois de superar as paradas no Reino Unido e Austrália, e alcançar o top ten em toda a Europa, Canadá e Estados Unidos. O single vendeu mais de 1,2 milhões Cópias no Reino Unido e foi certificado duplo platina pela British Phonographic Industry. O mesmo ano o grupo lançou seu álbum de estréia All Saints, alcançou o número dois no Reino Unido e foi certificado de platina cinco vezes por vendas de 1,5 milhões. Ganhou mais dois singles número um no ano seguinte: "Under the Bridge"/"Lady Marmalade" e "Bootie Call" Em 2000, o grupo lançou o novo single "Pure Shores", que foi usado no filme The Beach e alcançou o número um, O single foi platina certificado pelas vendas de mais de 600.000 cópias. O single foi seguido por seu quinto número um único "Black Coffee", seu segundo álbum Saints & Sinners, foi lançado pouco depois e superou o gráfico no Reino Unido. O álbum foi eventualmente certificado duplo platina pelo BPI para vendas de mais de 600.000. No início de 2001, após o lançamento de seu single "All Hooked Up", a separação do grupo veio a acontecer e as razões para isso foram explicadas mais tarde por Shaznay Lewis, que revelou detalhes de tensões entre o grupo.
Em 2000, Blatt apareceu no filme Honest, dirigido por Dave Stewart, ao lado de Nicole e Natalie Appleton, e em 2001 interpretou um pequeno papel no filme britânico Dog Eat Dog.

### 2002–06: Carreira solo e lançamentos
Os lançamentos individuais de Blatt foram de sucesso variável; Sua mais proeminente "TwentyFourSeven", uma colaboração com a banda The Artful Dodger, alcançando o número 6 em setembro de 2001. Melanie começou a gravar seu álbum solo de estréia em 2002, trabalhando com vários produtores, incluindo a equipe de produção da Sony Music Entertainment Xenomania. No final de 2003, ela lançou seu single de estréia "Do Me Wrong", atingiu o número 18 no Reino Unido e levou a Blatt abandonar sua gravadora, por seu rótulo devido à sua baixo desempenho nos gráficos. O álbum que ela estava trabalhando foi arquivado, portanto o lançamento de seu próximo single "Blue", foi cancelado, mas mais tarde incluído no álbum de estréia do cantora britânica Amelia Lily, Be a Fighter, Em que trabalhou com Xenomania. Em 2005, Blatt fez um retorno à música com o novo single "See Me", que foi usado no filme Robôs. Ela começou a trabalhar em um novo álbum com o selo independente Sowlen Ankle Ltd e gravado por Matt Hales de Aqualung. Durante o ano de 2005, Blatt tocou em pequenas casas no Reino Unido, que incluía músicas do álbum em que estava trabalhando na época e incluía canções inéditas como "In Your Arms", "I Do not Mind", "Now You're Gone" "No Lullaby" e "Love Sweet Love". O disco solo de Blatt foi arquivado em favor da reunião das All Saints.

### 2006-07: Reunião dasAll Saints
Em 24 janeiro 2006, foi anunciado que a faixa tinha retornado e assinou um contrato de gravação com Parlophone. Elas começaram a trabalhar em seu terceiro álbum de estúdio, Studio 1. O primeiro single, Rock Steady (lançado em novembro de 2006), alcançou o número três no UK Singles Chart. "Studio 1" entrou na lista de álbuns no número quarenta e vendeu 60.000 cópias de acordo com o BPI, sendo  certificado de prata. Um segundo single, Chick Fit, não conseguiu chegar ao top 200. Blatt discutiu o fracasso da reunião em uma entrevista com a revista iD em 2012: "Eu não acho que foi feito Pelas razões certas ... Eu sei que fiz isso pelo dinheiro ... Nós temos assinado antes mesmo de termos feito uma música novamente, não era como se achássemos que tínhamos algo para devolver ao mundo ...fomos dados Uma oportunidade e levou, sem realmente pensar nisso, foi muito difícil". Ela também disse que nunca se sentiu confortável com o sucesso da banda tinha e que "não era necessariamente o plano no início, havia um monte de compromissos envolvidos".

### 2007–2014: Televisão
Desde 2007, Batt apresenta o programa de TV The Hot Desk na ITV2 com os co-anfitriões Nicole Appleton, Dave Berry, Emma Willis e Jayne Sharp. Entre 2009 e 2010, ela foi repórter do show de Angela Griffin, Angela and Friends. Em janeiro de 2013 foi anunciado que Melanie Blatt se juntaria a Daniel Bedingfield, Stan Walker e Ruby Frost como juizes/mentores da versão neozelandesa de The X Factor: "Mal posso esperar para ver que tipo de artistas e vozes vamos encontrar na Nova Zelândia." Blatt estará como mentora na categoria dos grupos. Foi relatado que ela e sua filha Lilyella viverá no país durante toda a série. Em fevereiro de 2013, Blatt revelou que está "fazendo música" e quando perguntado sobre um regresso solo, ela disse que fará algo que nunca pensou em um milhão de anos.
Em 11 de setembro de 2014, o MediaWorks anunciou que Blatt e Stan Walker retornariam para julgar a segunda temporada do X Factor NZ, ao lado do anfitrião Dominic Bowden. Blatt e Walker seriam acompanhados pela nova dupla de marido e mulher Willy Moon e Natalia Kills, até seu saque, e substituído por Natalie Bassingthwaite e Shelton Woolwright. Blatt orientou os Over 25's e ficou em 5º lugar com seu concorrente Steve Broad.

### 2014-presente: Segunda reunião dasAll Saints
Em 2014, All Saints reformou-se para apoiar os Backstreet Boys em cinco datas em todo o Reino Unido e Irlanda em 2014. Em 27 de janeiro de 2016, foi confirmado que All Saints, lançará seu quarto álbum de estúdio Red Flag, em 8 de abril de 2016. O primeiro single do álbum, "One Strike", precedeu o álbum em 26 de fevereiro de 2016.